# Прича о господару и слуги
Прича о господару и слуги је једна од Исусових алегоријских прича, забележена у канонском јеванђељу по Луки.

## Тумачења
Господар у овој алегорији представља Бога, док слуга представља слугу Божјег. Наравоученије ове приче је да када неко „ради оно што Бог очекује, он или она само врши своју дужност." Ова парабола поручује да су „чак и најбоље од Божјих слугу још увек недостојни, јер су само вршили своју дужност и ништа више." Нико, без обзира колико био моралан или вредан, не може никад стећи дуг код Бога.
Израз „недостојни слуга“ из последње реченице, је у широкој литургијској употреби, као на пример у литургији светог Јована Златоустог.